# Bitch
Bitch var ett program som riktade sig till tjejer, på TV4 under 2002 med Tilde de Paula och Hannah Widell.

## Programmet
I programmet pratade Tilde de Paula och Hannah Widell om ämnen som berör tjejer, i programmet medverkade även Katerina Janouch som sexexpert och Emma Sjöberg som modeexpert.